# Aplidium schaudinni
Aplidium schaudinni är en sjöpungsart som beskrevs av Hartmeyer 1903. Aplidium schaudinni ingår i släktet Aplidium och familjen klumpsjöpungar. Inga underarter finns listade i Catalogue of Life.